# De Driehoek (woonwijk)
De Driehoek is een kleine, architectonisch enigszins aparte wijk in Noordwest, in Utrecht, in de Nederlandse provincie Utrecht. De buurt telde samen met de Geuzenwijk in 2017 3.765 inwoners.

## Geografie en ligging
De Driehoek ligt in het Utrechtse stadsdeel Noordwest, in de subwijk Zuilen-Noordoost. De buurt wordt omgeven door de Schaakbuurt, Ondiep, Julianapark en omgeving en ligt nabij de De Lessepsbuurt en het Julianapark. De volgende straten en hoven stellen deze buurt samen:
- Plein van Berlage
- Kenaustraat
- Jan van Doesstraat
- Barthold Entesstraat
- Van Hoornekade
- Van Egmondkade
- Ripperdaplein
- Van der Werffplein
- Marnixlaan (gedeeltelijk)

## Architectonisch
De wijk de Driehoek valt architectonisch erg op, de kromme rijen rijtjeswoningen in een grauwe bruine uitvoering zijn een sobere variant op de Amsterdamse School-stijl. Ook zijn er flatwoningen in de wijk, aan het Van der Werffplein en het Ripperdaplein.
2e Daalsebuurt en omgeving · de Driehoek · Egelantierstraat, Mariëndaalstraat e.o. · Elinkwijk en omgeving · Geuzenwijk · Julianapark en omgeving · Loevenhoutsedijk en omgeving ·  Ondiep · Prins Bernhardplein en omgeving · Queeckhovenplein en omgeving · Schaakbuurt · Zuilen-Noord